# Каслфорд (Айдахо)
Каслфорд (англ. Castleford) — місто в окрузі Твін-Фоллс, штат Айдахо, США. Згідно з переписом 2010 року населення становило 226 осіб, що на 51 особу менше, ніж 2000 року.

## Географія
Каслфорд розташований за координатами 42°31′14″ пн. ш. 114°52′18″ зх. д. / 42.52056° пн. ш. 114.87167° зх. д. (42.520553, -114.871747).  За даними Бюро перепису населення США в 2010 році місто мало площу 0,24 км², уся площа — суходіл.

## Демографія

### Перепис 2010 року
За даними перепису 2010 року, у місті проживало 226 осіб у 90 домогосподарствах у складі 48 родин. Густота населення становила 969,5 ос./км². Було 103 помешкання, середня густота яких становила 441,9/км². Расовий склад міста: 87,6 % білих, 0,4 % азіатів, 8,8 % інших рас, а також 3,1 % людей, які зараховують себе до двох або більше рас. Іспанці та латиноамериканці незалежно від раси становили 35,0 % населення.
Із 90 домогосподарств 31,1 % мали дітей віком до 18 років, які жили з батьками; 41,1 % були подружжями, які жили разом; 6,7 % мали господиню без чоловіка; 5,6 % мали господаря без дружини і 46,7 % не були родинами. 37,8 % домогосподарств складалися з однієї особи, у тому числі 14,5 % віком 65 і більше років. У середньому на домогосподарство припадало 2,51 мешканця, а середній розмір родини становив 3,56 особи.
Середній вік жителів міста становив 33,7 року. Із них 26,1 % були віком до 18 років; 12,8 % — від 18 до 24; 27 % від 25 до 44; 21,7 % від 45 до 64 і 12,4 % — 65 років або старші. Статевий склад населення: 50,4 % — чоловіки і 49,6 % — жінки.
Середній дохід на одне домашнє господарство становив 27 377 доларів США (медіана — 24 091), а середній дохід на одну сім'ю — 34 332 долари (медіана — 26 250). За межею бідності перебувало 19,7 % осіб, у тому числі 34,0 % дітей у віці до 18 років та 4,5 % осіб у віці 65 років та старших.
Цивільне працевлаштоване населення становило 65 осіб. Основні галузі зайнятості: сільське господарство, лісництво, риболовля — 38,5 %, роздрібна торгівля — 16,9 %, освіта, охорона здоров'я та соціальна допомога — 9,2 %, мистецтво, розваги та відпочинок — 7,7 %.

### Перепис 2000 року
За даними перепису 2000 року, у місті проживало 277 осіб у 95 домогосподарствах у складі 62 родин. Густота населення становила 1 188,3 ос./км². Було 105 помешкань, середня густота яких становила 450,5/км². Расовий склад міста: 80,14 % білих, 0,36 % афроамериканців, 1,08 % індіанців, 0,36 % тихоокеанських остров'ян, 14,08 % інших рас і 3,97 % людей, які зараховують себе до двох або більше рас. Іспанці та латиноамериканці незалежно від раси становили 38,27 % населення.
Із 95 домогосподарств 40,0 % мали дітей віком до 18 років, які жили з батьками; 49,5 % були подружжями, які жили разом; 13,7 % мали господиню без чоловіка, і 33,7 % не були родинами. 27,4 % домогосподарств складалися з однієї особи, у тому числі 13,7 % віком 65 і більше років. У середньому на домогосподарство припадало 2,92 мешканця, а середній розмір родини становив 3,60 особи.
Віковий склад населення: 37,9 % віком до 18 років, 7,6 % від 18 до 24, 23,8 % від 25 до 44, 19,9 % від 45 до 64 і 10,8 % від 65 років і старші. Середній вік жителів — 28 року. Статевий склад населення: 45,5 % — чоловіки і 54,5 % — жінки.
Середній дохід домогосподарств у місті становив $22 083, родин — $26 250. Середній дохід чоловіків становив $22 679 проти $16 875 у жінок. Дохід на душу населення в місті був $9 046. Приблизно 32,7 % родин і 35,1 % населення перебували за межею бідності, включаючи 48,8 % віком до 18 років і 38,2 % від 65 і старших.